# Model conceptual
En el sentit més general, un model és tot allò que s'utilitza de qualsevol manera, per representar qualsevol altra cosa. Alguns models són objectes físics, per exemple, un model de joguina que es pot muntar, i fins i tot pot arribar a funcionar com l'objecte que representa. No obstant això, un model conceptual, només pot ser elaborat en paper, descrit en paraules o imaginat en la ment. S'utilitzen per ajudar-nos a conèixer i comprendre l'objecte que representen.

## Tipus i àmbit d'aplicació dels models conceptuals
Els models conceptuals s'estenen en tipus des dels més concrets, com la imatge mental d'un objecte físic familiar, fins a la generalitat i abstracció formal dels models matemàtics que no apareixen en la ment com una imatge. Els models conceptuals també varien en termes de l'abast del contingut que poden representar. Un model pot, per exemple, representar una sola cosa (per exemple, l'Estàtua de la Llibertat), classes senceres de coses (per exemple, l'electró), i fins i tot dominis molt vastos de contingut, com l'univers físic. La varietat i l'abast dels models conceptuals es deu a la varietat de propòsits que va tenir la gent que els utilitza.

### Models metafísics
Un model metafísic és un tipus de model conceptual que es distingeix d'altres models conceptuals pel seu àmbit d'aplicació proposat. Un model metafísic té la intenció de representar la realitat en la forma més àmplia possible. És a dir, que explica la resposta a preguntes fonamentals com si matèria i ment són una o dues substàncies; o si els éssers humans tenen o no lliure albir.

### Models epistemològics
Un model epistemològic és un tipus de model conceptual l'àmbit proposat del qual és el conegut i el cognoscible.

### Models lògics
En lògica, un model és un tipus d'interpretació sota la qual una determinada declaració és vertadera. Els models lògics es poden dividir amplament als que només tracten de representar conceptes, com els models matemàtics; i els que intenten representar objectes físics i relacions objectives, entre els quals els models científics.

#### Models matemàtics
Els models matemàtics poden adoptar moltes formes, incloent-hi però no limitat als sistemes dinàmics, models estadístics, equacions diferencials, o models teòrics de jocs. Aquests i altres tipus de models es poden superposar, amb un model donat que implica una varietat d'estructures abstractes.

#### Models científics
Un model científic és una visió abstracta simplificada de la realitat complexa. Un model científic representa objectes empírics, fenòmens i processos físics d'una manera lògica. Intents de formalitzar els principis de les ciències empíriques utilitzen una interpretació de la realitat del model, de la mateixa manera que els lògics axiomatitzen els principis de la lògica. L'objectiu d'aquests intents és la construcció d'un sistema formal per al qual la realitat és l'única interpretació. El món és una interpretació (o model) d'aquestes ciències, només en la mesura que aquestes ciències són veritables.

### Models socials i polítics

#### Models econòmics
En economia, un model és una construcció teòrica que representa els processos econòmics per un conjunt de variables i un conjunt de lògiques i/o relacions quantitatives entre ells. El model econòmic és una estructura simplificada dissenyada per il·lustrar processos complexos, sovint però no sempre utilitzant tècniques matemàtiques. Sovint, models econòmics utilitzen paràmetres estructurals. Paràmetres estructurals són paràmetres subjacents d'un model o classe de models. Un model pot tenir diversos paràmetres i aquells paràmetres poden canviar per crear diverses propietats.